# 宋琮 (成化進士)
宋琮（1436年—1499年），字廷用，陝西鞏昌府隴西縣人，民籍，明朝政治人物。進士出身。

## 生平
早年出身國子生，陝西鄉試中举。成化十四年（1478年）戊戌科會試第九十七名，殿試登進士第二甲第九十九名。授吏科給事中，歷陞吏科都給事中，至太僕寺卿。弘治十二年七月卒于官，賜祭葬如例。

## 家族
父亲宋友諒。母楊氏。慈侍下。娶朱氏。